# Santa Monica Studio
Santa Monica Studio è una software house della divisione PlayStation Studios. La casa di sviluppo ha realizzato diversi videogiochi tra cui la serie di God of War.
Come suggerisce il suo nome, ha sede a Santa Monica, California ed è stata fondata nel 1999. Con il successo God of War ha vinto numerosi premi tra cui nove AIAS (L'Accademia delle Arti e delle Scienze Interactive).

## Videogiochi
| Titolo del gioco              | Data di uscita USA | Piattaforma                                     | Note                                           |
| ----------------------------- | ------------------ | ----------------------------------------------- | ---------------------------------------------- |
| Kinetica                      | 2001               | PlayStation 2                                   |                                                |
| God of War                    | 2005               | PlayStation 2                                   |                                                |
| God of War II                 | 2007               | PlayStation 2                                   |                                                |
| Warhawk                       | 2007               | PlayStation 3                                   |                                                |
| God of War: Chains of Olympus | 2008               | PlayStation Portable                            | Ha collaborato allo sviluppo con Ready at Dawn |
| God of War Collection         | 2009               | PlayStation 3                                   |                                                |
| God of War III                | 2010               | PlayStation 3                                   |                                                |
| God of War: Ghost of Sparta   | 2010               | PlayStation Portable                            | Ha collaborato allo sviluppo con Ready at Dawn |
| God of War Collection II      | 2011               | PlayStation 3                                   | Ha collaborato allo sviluppo con Ready at Dawn |
| Twisted Metal                 | 2012               | PlayStation 3                                   |                                                |
| God of War Saga Collection    | 2012               | PlayStation 3                                   |                                                |
| God of War: Ascension         | 2013               | PlayStation 3                                   |                                                |
| God of War III Remastered     | 2015               | PlayStation 4                                   |                                                |
| God of War                    | 2018               | PlayStation 4, Microsoft Windows                |                                                |
| God of War Ragnarök           | 2022               | PlayStation 4, PlayStation 5, Microsoft Windows |                                                |